# Pavel Přibyl
Pavel Přibyl (* 5. srpna 1963 Hořovice) je český bývalý policista a bývalý vedoucí Úřadu vlády ČR.

## Život
Přibyl byl velitel roty pohotovostního pluku SNB a člen KSČ. V roce 1989 se podílel na zásahu proti demonstrujícím odpůrcům komunistického režimu. Za premiérství Stanislava Grosse se stal vedoucím Úřadu vlády ČR. Jeho jmenování do funkce se setkalo s rozsáhlými protesty antikomunistů. Po jistém váhání ze své funkce odstoupil.